# Dermot Gallagher
Dermot J. Gallagher (né le 20 mai 1957 à Dublin (Irlande)) est un ancien arbitre anglais de football. Il fut arbitre de touche de 1985 à 1990, puis arbitre central dès 1990, puis arbitre international de 1994 à 2002 et arrêta sa carrière en 2007.

## Carrière
Il a officié dans des compétitions majeures :
- Charity Shield 1995 (finale)
- Coupe du monde de football des moins de 20 ans 1995 (3 matchs dont la finale)
- Coupe d'Angleterre de football 1995-1996 (finale)
- Euro 1996 (1 match)